# Papeški obiski v Sloveniji
Papeški obiski v Sloveniji obravnavajo tako uradne kot neuradne obiske. Edini papež, ki je obiskal Slovenijo na uradnem obisku, je bil papež Janez Pavel II., ki je bil v Sloveniji leta 1996 in 1999. Papeža Leon IX. in Pij VI. sta naredila več vmesnih postankov v takratnih slovenskih deželah, ko sta bila na poti na svoj uradni obisk. Poleg njih so bili vsaj še Pij II., Janez XXIII. in Frančišek na Slovenskem, še preden so postali papeži. Od šestih omenjenih papežev so trije postali tudi svetniki: Leon IX., Janez XXIII. in Janez Pavel II.
Drugi obisk Janeza Pavla II. je prinesel tudi največji shod ljudi v zgodovini Slovenije, ko se je v Mariboru na beatifikaciji Antona Martina Slomška zbralo 200.000 ljudi (po nekaterih podatkih 160.000). Ta shod je presegel do tedaj največjega, ki se je zgodil 29. junija 1935 na II. evharističnem kongresu za Jugoslavijo, ko je bilo na zaključni maši na Stadionu Bežigrad v Ljubljani prisotnih 120.000 ljudi.

## Leon IX.
Papež Leon IX. je leta 1052 potoval čez Koroško in Štajersko na Ogrsko, kjer je v takratni ogrski prestolnici Bratislavi posredoval v sporu med svetorimskim cesarjem Henrikom III. in ogrskim kraljem Andrejem I. Med potjo naj bi na Muti posvetil Cerkev sv. Janeza Krstnika, ki jo je našel še neposvečeno. O tem je pričeval lavantinski škof Franc Gašper von Stadion (1673–1704), ki je zapisal, da je v cerkvi videl starodavni napis z omenjeno vsebino.

## Pij II.
Enea Silvio Piccolomini je bil od vseh dosedanjih papežev najbolj povezan s slovenskim ozemljem. Pred papeževanjem je opravljal številne svetne funkcije, med drugim je bil tudi diplomat cesarja Friderika III. Skupaj z njim je leta 1444 prepotoval Štajersko, Koroško in Kranjsko ter bil januarja in februarja v Ljubljani. Tam je napisal tudi dve pismi. V nekem pismu z dne 16. aprila 1444 je zapisal, da je bil »sredi med barbari in divjimi ljudstvi«.
V letih 1447–1450 je služboval kot tržaški škof. Imenovanje za škofa ga je doletelo v Ljubljani. Kot škof je večkrat obiskal slovenske kraje, predvsem na Krasu in na Vipavskem, dvakrat v tem obdobju je obiskal tudi Ljubljano, in sicer leta 1449 in 1451. 13. julija 1450 je posvetil župnijsko Cerkev sv. Jurija v Dutovljah (na desni strani ob glavnem vhodu se nahaja njegov doprsni kip).
Leta 1453 je po cesarjevem priporočilu od papeža Nikolaja V. prejel Župnijo sv. Pankracija v Starem trgu pri Slovenj Gradcu za komendo.

## Pij VI.
Papež Pij VI. se je mudil v Sloveniji leta 1782, ko je potoval na svoj uradni obisk na Dunaj k cesarju Jožefu II., z namenom, da bi cesarja poskušal omehčati glede ukinjanja samostanov – ukrep, ki ga je cesar začel izvajati tega leta.
Papeža je na beneško-avstrijski meji pri Gradišču ob Soči pričakal goriški grof Janez Filip Kobenzl, ki je bil državni podkancler na Dunaju in ga je papežu v spremstvo poslal cesar. Poleg njega je papeža spremljal še nuncij na Dunaju Giuseppe Garampi. Celo odpravo je tvorilo 16 voz z 80 konji.
Papež se je ustavil v Gorici, kjer so mu 8. marca ob treh popoldne pripravili veličasten sprejem. Naslednji dan je po jutranji maši v goriški stolnici krenil proti Vipavi in imel tam ob poldne kosilo. Ob šestih zvečer je prispel v Postojno. 10. marca je prispel v Ljubljano, kjer se je zadržal 7 dni, kar je bil njegov najdaljši postanek na poti. Bival je v hiši križniškega reda. Pred hišo je bila stalno navzoča velika množica ljudi, od koder jim je iz svojega okna podeljeval apostolske blagoslove. Tu je sprejel tudi ljubljanskega škofa Karla Janeza grofa Herberštajna. 17. marca je prišel v Celje, 18. marca pa v Maribor, kjer je prenočil v mariborskem mestnem gradu pri grofu Henriku Adamu Brandisu. Na Jožefovo, 19. marca, je papež zjutraj prisostvoval maši v grajski kapeli Loretske Matere Božje, o čemer še danes priča spominska plošča v notranjosti kapele. Po maši je iz lože podelil apostolski pozdrav zbrani množici na Grajskem trgu, v dopoldanskih urah pa se je odpravil proti Gradcu. Na Dunaj je prispel 22. marca. Iz Dunaja se ni več vračal čez Štajersko, ampak čez Bavarsko. Papež pri cesarju Jožefu ni izposloval nič. Čeprav je obisk minil z vsemi častmi, je cesar takoj, ko je papež odpotoval, ukazal ukiniti nov samostan.
Grofova hči Marija Jožefa (bolj znana z redovnim imenom Leopoldina) je v grajski kapeli zaslišala Božji klic in se leta 1837 odločila, da postane redovnica. Pozneje je ustanovila red Marijinih sester čudodelne svetinje, danes pa je v teku postopek za priznanje njenega svetništva.

## Janez XXIII.
Angelo Roncalli je obiskal Slovenijo v času, ko je kot nadškof opravljal funkcijo apostolskega vizitatorja v Bolgariji (imenovan leta 1925). 9. novembra 1927, ko je bil na poti iz Rima v Bolgarijo, se je za nekaj dni ustavil v Ljubljani. Najprej je obiskal ljubljanskega škofa Antona Bonaventuro Jegliča in si v njegovem spremstvu ogledal Zavod sv. Stanislava, novo Plečnikovo Cerkev sv. Frančiška Asiškega v Šiški (posvečena 4. oktobra 1927) in katoliško tiskarno. Jeglič je takrat zapisal: »Vse mu je bilo všeč in nam je čestital.«
Med 9. in 13. novembrom je opravil letne duhovne vaje pri jezuitih. V svoj dnevnik (kasneje izdan kot Dnevnik duše) si je ob tej priložnosti zapisal tudi nekaj svojih ciljev na poti k duhovnemu izpopolnjevanju. Med drugim je zapisal:
V svoje delo moram vnesti še več miru, še več miru, veselja in tišine. Če ne morem opraviti vsega tako dobro, kot mislim, da bi bilo potrebno za korist ob poslanstvu, ki mi je zaupano, se ne smem vznemirjati in zmesti. Zadosti je, da storim dolžnost, kot mi jo narekuje ljubezen. Gospod zmore vsako stvar obrniti v zmagoslavje svojega kraljestva, tudi če mi ni mogoče, da bi storil kaj več, tudi če sem prisiljen, da na zunaj ne delam dosti. Ta mir in tišino moram vzgajati tudi pri drugih, z besedo in zgledom.
Zadal si je tudi nalogo, da se bo zavoljo kar se da uspešnega poslanstva v Bolgariji s posebno vnemo lotil učenja francoščine in bolgarščine.
12. novembra so bogoslovci v ljubljanskem semenišču pripravili akademijo v čast svetemu Jozafatu Kunceviću, ki se je je tudi sam udeležil. Bogoslovci so ga pozdravili s slovensko pesmijo in s francoskimi besedami. Roncalli pa jim je spregovoril v latinščini in jim govoril o Carigradu in Bolgariji.

## Janez Pavel II.

### 1. obisk
Janez Pavel II. je Slovenijo obiskal dvakrat. Prvi obisk je potekal od petka 17. maja do nedelje 19. maja 1996. Geslo obiska je bilo: »Oče, potrdi nas v veri.« To je bil 71. papežev pastoralni obisk in prvi papeški uradni obisk v zgodovini samostojne Slovenije (in po tem, ko je Sveti sedež leta 1992 priznal njeno neodvisnost), obeležitev česar je bil tudi eden izmed namenov obiska. Drugi namen je bil »obhajanje 1250. obletnice spreobrnjenja ljudstva h krščanski veri«. Pastoralni obisk, kakor je rekel papež v pozdravnem govoru, naj bi »prispeval k moralni in krščanski prenovi ljudstva, ki se trudi premagovati zmote in stranpoti preteklosti, da bi zgradilo prihodnost, ki bo vredna njegove tisočletne zgodovine«. Vse govore je imel papež v slovenščini. Želja slovenske Cerkve, da bi papež ob tem obisku razglasil škofa Antona Martina Slomška za blaženega, ni bila uslišana. Obisk je spremljalo 750 novinarjev.
Janez Pavel II. je prispel na Letališče Brnik 17. maja nekaj pred 17. uro. Takrat so se po vsej Sloveniji oglasili cerkveni zvonovi. Ob sestopu iz letala na tla je po svoji navadi poljubil slovensko zemljo, ki sta mu jo v lončeni posodi prinesla fant in dekle. Papeža je spremljal kardinal državni tajnik Angelo Sodano. Na letališču so ga pričakali predstavniki slovenske cerkvene oblasti na čelu z metropolitom Alojzijem Šuštarjem in predstavniki države, med njimi Lojze Peterle (prvi predsednik vlade), Milan Kučan (predsednik države), Janez Drnovšek (predsednik vlade) in Jožef Školč (predsednik državnega zbora). Pozdravni govor papežu je imel Milan Kučan, za tem pa je papež imel svoj pozdravni govor. Prva postojanka ob obisku je bila Bazilika Marije Pomagaj na Brezjah, kjer je papež molil pred podobo Marije Pomagaj. Na oltarju je pustil tudi darilo tamkajšnjemu frančiškanskemu samostanu – dragocen rožni venec. Iz Brezij je papež odšel na Grad Brdo pri Kranju, kjer ga je sprejel Milan Kučan, prisotni pa so bili tudi pomembni predstavniki s soprogami. Zvečer je papež šel v Stolnico sv. Nikolaja v Ljubljani, kjer je blagoslovil bronasta vrata, izdelana istega leta, nato pa v stolnici imel večernice.
18. maja je papež praznoval svoj 76. rojstni dan. Dan je začel v Nadškofijskem dvorcu, na katerega dvorišču je sprejel skupino otrok. Zatem je šel na Stožice, kjer je bila slovesna maša. Še pred začetkom maše se je papež sestal z ljubljanskim županom Dimitrijem Ruplom, ki je papežu podaril Plečnikov kelih. Maše se je udeležilo okrog 105.000 vernikov. To je bil do tedaj drugi največji shod ljudi v Sloveniji – za II. evharističnim kongresom za Jugoslavijo leta 1935. Prisotnih je bilo 50 škofov, 450 duhovnikov in 1000 ministrantov. Po maši se je obisk nadaljeval v Zavodu sv. Stanislava. Tam je papeža sprejel Janez Drnovšek. Naslednja postaja je bilo Letališče Postojna, kjer je bilo srečanje z mladimi. Tu je bil glavni gostitelj koprski škof Metod Pirih.
19. maja je obisk v celoti potekal v Škofiji Maribor. Maše na Letališču Maribor se je udeležilo okrog 100.000 ljudi. V papamobilu se je skupaj s papežem pripeljal tudi domači škof Franc Kramberger. Pri pridigi je papež posebej naglasil témo svetosti. Med drugim je dejal: »Če dobro pogledamo, razodeva današnja družba globoko potrebo po svetnikih, po osebah, ki nam zaradi svoje tesne povezanosti z Bogom morejo na neki način pomagati, da začutimo njegovo navzočnost, in nam posredovati njegove odgovore.« Spomnil se je slovenskih svetniških kandidatov in tudi »mnogih slovenskih mater in očetov, ki so si zaslužili, da so posebej omenjeni v narodni zgodovini, saj so dali pomemben zgled krščanske doslednosti.« Poudaril je: »Svetost je tista prava sila, ki je sposobna spremeniti svet.« Po maši se je papež odpeljal v Maribor, kjer je na Slomškovem trgu blagoslovil Fontano miru. Nato je obiskal stolnico, kjer je molil na Slomškovem grobu. Zatem sta ga nagovorila Franc Kramberger in predsednik Slovenske akademije znanosti in umetnosti France Bernik. Nato je imel govor predstavnikom kulture, znanosti in umetnosti. To je bila zadnja postojanka obiska. Papež se je nato vrnil na Mariborsko letališče, od koder je poletel proti Rimu.
22. maja je imel papež v Vatikanu pri splošni avdienci govor o nedavnem obisku v Sloveniji. V njem se je zahvalil vsem organizatorjem in na kratko povzel tudi slovensko zgodovino. Med drugim je dejal: »Z gotovostjo lahko povemo, da je razvoj slovenske kulture tesno povezan s krščanstvom, začenši prav z jezikom, prisotnim v pisnih dokumentih iz 10. stoletja, ki vsebujejo katehetska in pridigarska besedila. Krščanstvo je prišlo v Slovenijo iz Rima in zato v slovenski kulturi zahodna sestavina prevladuje pred vzhodno. To potrjujejo tesne vezi, ki obstajajo od samih začetkov procesa oblikovanja cerkvenega in kulturnega življenja z navedenimi središči v Ogleju in Salzburgu. Med mojim obiskom sem vse to še posebej naglasil, posebno še med srečanjem s kulturniki in znanstveniki v Mariboru. Slovenska kultura je stara kultura, ki je tako na znanstvenem kot na področju ljudskih izročil očitno zaznamovana z zahodnim značajem. To se je jasno pokazalo v bogoslužnih slavjih; in je nadalje zelo močno prišlo do izraza med nepozabnim srečanjem z mladimi v Postojni. Mladi, dediči te kulture, so poklicani, da jo izročijo rodovom tretjega tisočletja.«

### 2. obisk
Drugi obisk Janeza Pavla II. v Sloveniji je bil njegovo 88. potovanje v tujino. Trajal je en dan, in sicer v nedeljo, 19. septembra 1999. Glavni namen je bil beatifikacija prvega mariborskega škofa Antona Martina Slomška, zato se je obisk v celoti odvijal v Mariboru. Obisk je potekal pod geslom, ki je sicer vzeto iz Slomškove misli: »Sveta vera bodi vam luč.«
Papež je prispel na Letališče Maribor ob 10. uri dopoldan, od koder je odpotoval v Maribor, natančneje na Betnavsko poljano, ki se nahaja v bližini Dvorca Betnava. Tu je bilo pripravljeno prizorišče za glavno slovesnost, na kateri se je zbralo 200.000 ljudi. Navzočih je bilo 5 kardinalov, med njimi tudi slovenski kardinal v Kanadi Alojzij Ambrožič, 50 škofov in 800 duhovnikov. Ob 10.30 se je papež s papamobilom pripeljal na prizorišče in pozdravil množico. Slovesnost se je začela ob 11. uri, glavni papežev somaševalec pa je bil mariborski škof Franc Kramberger. Papež je v začetnem delu maše opravil obred beatifikacije, s čimer je Slomška razglasil za blaženega in za njegov god določil dan njegove smrti, to je 24. september. Ob 17.30 se je papež odpravil v mariborsko stolnico, kjer je molil na Slomškovem grobu, nato pa imel srečanje z udeleženci slovenske sinode. Ob 18.45 je imel na letališču v letališki stavbi srečanje z mariborskim županom Borisom Sovičem, takoj zatem pa še s predsednikom države Milanom Kučanom. Proti Rimu je odletel ob 19.30.

## Frančišek

### 1. obisk
Jorge Bergoglio je Slovenijo prvič obiskal leta 1970 na povabilo Franca Rodeta. Takrat je bil en teden gost pri lazaristih na Taboru v Ljubljani. Ob obisku si je med drugim ogledal Bled, Postojnsko jamo in obiskal Ljubljansko opero, kjer si je ogledal Carsko nevesto Nikolaja Rimskega-Korsakova.

### 2. obisk
26. januarja 1971 je bil drugič v Sloveniji, ko je obiskal družino Golar v Virmašah, ko je bil na poti iz Madrida, kjer je študiral na filozofski fakulteti, v Rim, in si je vzel en dan za obisk staršev Andreja Golarja (1941–2001).
Andrej je s 16 leti skrivaj pobegnil od doma v Argentino za boljšim življenjem. Tam se je zaposlil in kasneje delal kot knjižničar in vodja oddelka na filozofski in teološki fakulteti v San Miguelu v predmestju Buenos Airesa. Pater Jorge Bergoglio je bil takrat glavni knjižničar. 16. junija 1968 je Bergoglio pisal staršema (očetu Andreju in mami Anici) pismo, v katerem jima je na kratko povedal o Andreju, z upanjem, da ju bo mogel kdaj spoznati, če se odločita za obisk Argentine. Do tega obiska nikoli ni prišlo, je pa Bergoglio prišel na obisk k njima, ko se je ponudila priložnost. Spremljal ga je Rado Sušnik (kasneje misijonar na Madagaskarju in dolgoletni sodelavec Pedra Opeke), ki je pomagal pri prevajanju. Andrej je bil takrat v Argentini in ni bil prisoten ob obisku svojega nadrejenega. Starša sta Bergoglia peljala tudi na Bled in v brezjansko baziliko. Ob povratku jima je Bergoglio poslal še eno pismo, v katerem se jima je zahvalil za gostoljubje.
Andrej Golar se je istega leta, natančneje 20. oktobra 1971, poročil s Suzano, Italijanko po rodu, pri poročni maši pa je bil eden izmed dveh somaševalcev pater Bergoglio.